# Patinação artística nos Jogos Olímpicos de Inverno de 1968
Resultados das competições de patinação artística nos Jogos Olímpicos de Inverno de 1968 realizadas em Grenoble, França.

## Medalhistas
| Evento                        | Ouro                                                  | Prata                                              | Bronze                                                   |
| ----------------------------- | ----------------------------------------------------- | -------------------------------------------------- | -------------------------------------------------------- |
| Individual masculino detalhes | Wolfgang Schwarz AUT Áustria                          | Timothy Wood USA Estados Unidos                    | Patrick Péra FRA França                                  |
| Individual feminino detalhes  | Peggy Fleming USA Estados Unidos                      | Gabriele Seyfert GDR Alemanha Oriental             | Hana Mašková TCH Checoslováquia                          |
| Duplas detalhes               | Ludmila Belousova Oleg Protopopov URS União Soviética | Tatyana Zhuk Aleksandr Gorelik URS União Soviética | Margot Glockshuber Wolfgang Danne FRG Alemanha Ocidental |

## Quadro de medalhas
| Ordem | País                   | Medalha de ouro | Medalha de prata | Medalha de bronze |   | Ordem por total |
| ----- | ---------------------- | --------------- | ---------------- | ----------------- | - | --------------- |
| 1     | USA Estados Unidos     | 1               | 1                |                   | 2 | 1               |
| 1     | URS União Soviética    | 1               | 1                |                   | 2 | 1               |
| 3     | AUT Áustria            | 1               |                  |                   | 1 | 3               |
| 4     | GDR Alemanha Oriental  |                 | 1                |                   | 1 | 3               |
| 5     | FRG Alemanha Ocidental |                 |                  | 1                 | 1 | 3               |
| 5     | TCH Checoslováquia     |                 |                  | 1                 | 1 | 3               |
| 5     | FRA França             |                 |                  | 1                 | 1 | 3               |